# رافائل پواری
رافائل پواری (به فرانسوی: Raphaël Poirée) (زاده ۹ آگوست ۱۹۷۴) اسکی‌باز و ورزشکار سابق ورزش دوگانه اهل فرانسه است.
از افتخارات وی میتوان به کسب مدال یک نقره و دو مدال برنز در بازی‌های المپیک زمستانی اشاره کرد.